# 玛丽-索菲·哈维
玛丽-索菲·哈维（英语，1999年8月11日—），法译玛丽-索菲·阿尔韦，生于魁北克省三河城，是一名加拿大女子游泳运动员。哈维的父母都曾从事游泳运动，她也在6岁时跟随父母的脚步开始练习游泳。她在2013年开始代表加拿大参加国际青少年比赛，2014年第一次获得国际青少年级别赛事奖牌。2017年，她入选世界长池游泳锦标赛加拿大队阵容，首次出战世界长池游泳锦标赛。